# Viaplay
Viaplay – platforma wideo na życzenie uruchomiona w maju 2007 roku, oferująca dostęp do filmów, seriali, programów rozrywkowych i transmisji sportowych poprzez media strumieniowe, dostępna w wersjach: szwedzkiej, norweskiej, duńskiej, fińskiej, islandzkiej, litewskiej, łotewskiej, estońskiej, polskiej, niderlandzkiej, brytyjskiej, amerykańskiej i kanadyjskiej. Od lipca 2018 roku właścicielem serwisu jest Viaplay Group (dawniej Nordic Entertainment Group).

## Historia

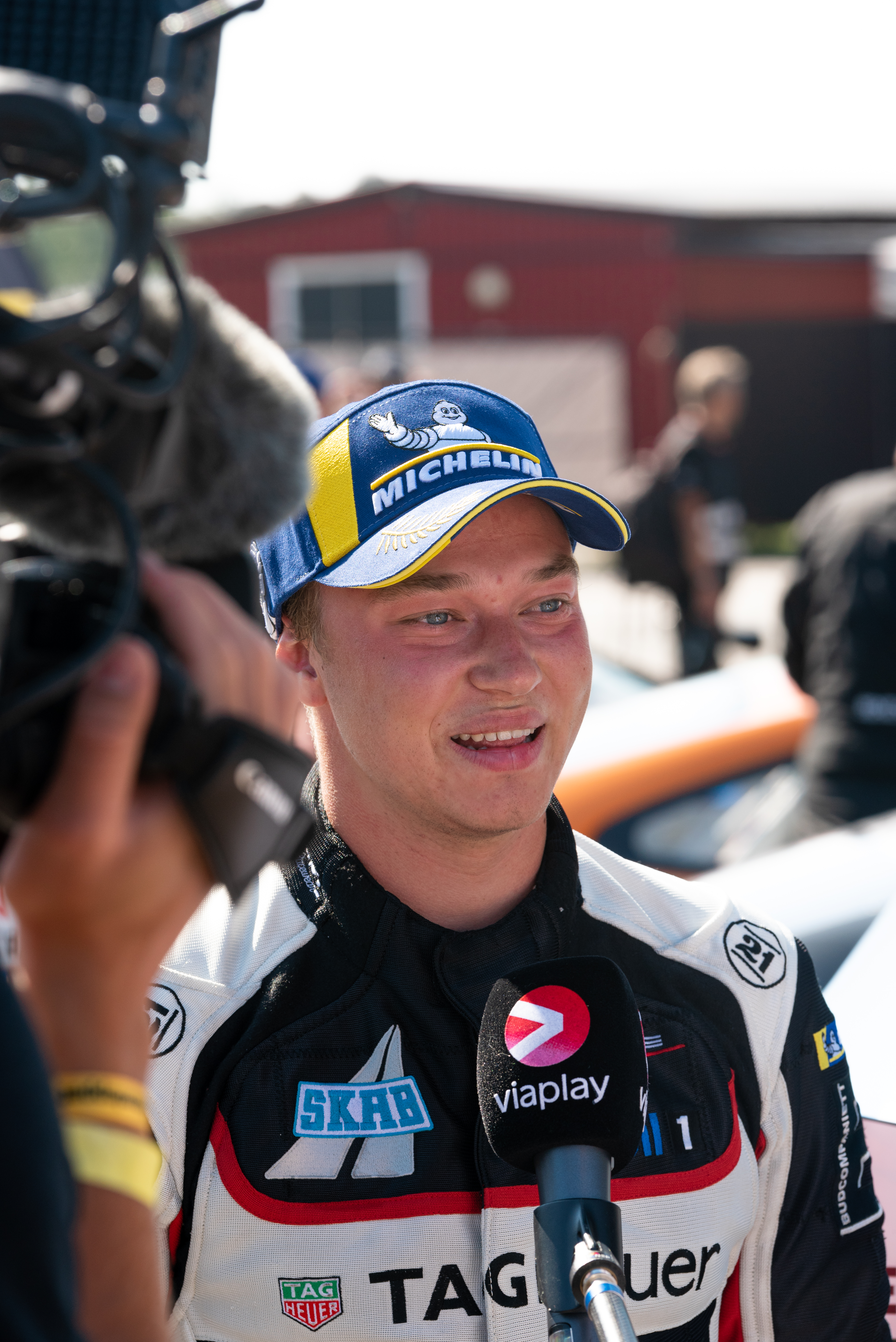
Pontus Fredricsson udzielający wywiadu dla Viaplay (2020 r.)

Platforma wystartowała w maju 2007 roku, jako Viasat OnDemand z ofertą sportowo-filmową w Szwecji, Norwegii oraz Danii. W marcu 2011 roku została zrestrukturyzowana i przemianowana na Viaplay. W październiku 2017 roku, wraz ze sprzedażą Modern Times Group – istniejące od końca lipca 2016 roku – wersje Viaplay z państw bałtyckich (Litwa, Łotwa i Estonia) stały się własnością All Media Baltics, a we wrześniu 2018 roku tamtejsza część Viaplay zmieniła nazwę na TVPlay Premium. Na początku grudnia 2019 roku nastąpiła kolejna zmiana nazwy – na Go3. W krajach bałtyckich usługa Viaplay została ponownie uruchomiona w marcu 2021 roku. Fińska wersja Viaplay dostępna jest od końca października 2018 roku, a w kwietniu 2020 roku wystartowała wersja islandzka. Pod koniec 2020 roku ogłoszono internacjonalizację platformy. 3 sierpnia 2021 roku nastąpiła jego inauguracja w Polsce. W grudniu 2021 roku wystartowała wersja amerykańska oferująca wyłącznie filmy i seriale. Usługa początkowo była dostępna wyłącznie u wybranych operatorów sieci kablowych i satelitarnych, a od 22 lutego 2023 roku funkcjonuje tam także jako autonomiczna usługa streamingowa. Od 1 marca 2022 roku dostępna jest też wersja niderlandzka. W lipcu 2022 roku przedsiębiorstwo Viaplay Group, rozpoczęło swoją działalność w Wielkiej Brytanii, przejmując kanały telewizji Premier Sports wraz z działającą pod tą samą marką platformą streamingową. 1 listopada nazwa usługi została tam zmieniona na Viaplay. Obok praw nabytych wcześniej, przez poprzedniego właściciela, do oferty dołączone zostały wydarzenia i rozgrywki sportowe oraz filmy i seriale, do których pokazywania na rynku brytyjskim prawa nabył serwis Viaplay.
W marcu 2023 roku została uruchomiona kanadyjska wersja Viaplay. Wtedy też kierownictwo platformy zapowiedziało, że do końca 2023 roku usługa miała być dostępna jeszcze w wersjach: niemieckiej, austriackiej i szwajcarskiej. Z tych planów jednak zrezygnowano.
Na początku 2022 roku kierownictwo Viaplay poinformowało, że Max Verstappen został międzynarodowym ambasadorem serwisu, dla którego promuje zawody Formuły 1. Dwukrotny mistrz świata w tej dyscyplinie nagrał spoty promocyjne, powstałe przede wszystkim w związku ze startem platformy w Holandii (1.03.2022 r.). To właśnie za pośrednictwem tej usługi w większości krajów, gdzie dostępny jest serwis, można oglądać wyścigi w ramach cyklu. W Polsce Formuła 1 trafiła na platformę w marcu w 2023 roku. Dokładnie rok przed startem zawodów w serwisie na rynku polskim miał premierę oryginalny serial dokumentalny, w którym Verstapen przedstawia kulisy najbardziej prestiżowych wyścigów samochodowych. Seria nosi nazwę Verstappen - Lion Unleashed. Pojawiła się ona w tych wersjach platformy, które pokazują wyścigi Formuły 1.
W lutym 2022 roku platforma uzyskała wyłączne prawa do dystrybucji seriali i filmów od DreamWorks Animation w krajach skandynawskich, w Holandii i w Polsce.
Pod koniec lutego, w związku z inwazją wojsk rosyjskich na Ukrainę serwis usunął ze wszystkich swoich wersji, rosyjski kanał telewizji linearnej TV1000 Russkoje Kino.
W kwietniu 2022 roku została uruchomiona usługa Viaplay Select, umożliwiająca dostęp do wybranych, autorskich filmów, seriali oraz niektórych wydarzeń sportowych za pośrednictwem platform streamingowych i sieci telewizyjno-internetowych. Przedsiębiorstwo Viaplay Group nie planuje w tych miejscach, gdzie oferuje Viaplay Select wprowadzania osobnej platformy Viaplay. Usługa działa już m.in. w Japonii za pośrednictwem sieci internetowo-telewizyjnej Wowow, czy w Argentynie dzięki platformie Cindie.
W sierpniu 2022 roku, Erling Haaland, zawodnik Manchesteru City, został kolejnym międzynarodowym ambasadorem platformy, dla której reklamuje piłkarskie rozgrywki Premier League na rynki, gdzie usługa transmituje tę ligę. W związku z nawiązaniem współpracy powstanie szereg spotów, w których będzie on promował ligę angielską, jak i powstał też  serial dokumentalny o jego karierze pt. The Big Decision.
Podczas Mistrzostw Świata w Piłce Nożnej Kobiet w 2023 roku, na wszystkich rynkach do których Viaplay posiada prawa do ich transmitowania, 15 z 64 spotkań będzie pokazanych bezpłatnie i dla każdego, na zasadzie free-to-air. Konieczne jest do tego połączenie internetowe. Wśród spotkań dostępnych dla każdego znalazł się mecz otwarcia, wybrane spotkania 1/8 i 1/4 finału, oba półfinały, mecz o trzecie miejsce oraz spotkanie finałowe. Aby je zobaczyć, wystarczy zarejestrować się na platformie. Nie trzeba wykupować żadnego pakietu, ani dodawać metody płatności. To pierwsza taka sytuacja w historii tego nadawcy.
W lipcu 2023 roku kierownictwo Viaplay Group poinformowało o planach wycofania się platformy z Polski, Litwy, Łotwy, Estonii, Wielkiej Brytanii, Stanów Zjednoczonych i Kanady. Proces ten jest wpisany w "bieżące działania" i został on zaprezentowany na konferencji podsumowującej drugi kwartał 2023 roku. Grupa zamierza jeszcze mocniej skupić się na rozwoju usługi w krajach skandynawskich i Holandii. Oznacza to, że na rynkach, z których grupa chcę się wycofać, będzie musiała zrezygnować z większości praw sportowych nabytych dla tych rejonów. Niektóre z nich sprzeda w pełni, a część odsprzeda na zasadzie sublicencji. Władze platformy nie wykluczają też, że na niektórych z tych rynków mogłoby dojść do jej sprzedana w pełni, innemu podmiotowi z dostępnymi aktualnie prawami lub do znalezienia wspólnika, który będzie wspierał finansowo usługę. Planowane jest, aby najpóźniej do końca 2024 roku zakończony został proces likwidacyjny lub restrukturyzacyjny w tych rejonach. Decyzja ta ma związek ze sporymi problemami finansowymi Viaplay Group. O problemach tych głośno zrobiło się na początku czerwca tego samego roku. Wówczas Viaplay zanotowała rekordowe spadki na giełdzie – aż o 60%. Na lipcowej konferencji prasowej szef grupy Jorgen Madsen Lindemann zapowiedział zwolnienia w spółce, przekraczające 25% zatrudnionych osób. Przyznał też, że "nie wszystkie inwestycje w treści się zwracają" oraz, że m.in. przez ciągle wysoką inflację grupa zanotowała, chociażby w Polsce większą stratę od przychodów.
Po ogłoszeniu decyzji o wygaszaniu Viaplay w niektórych regionach, jako pierwszy kulisy nabywania przez platformę praw sportowych na polskim rynku, ujawnił Marek Szkolnikowski, ówczesny dyrektor TVP Sport. Przyznał on, że większość praw do relacjonowania wydarzeń sportowych, było przez Viaplay Group nabywanych po znacznie zawyżonych, nierynkowych cenach (zwłaszcza, gdy zainteresowany był też nimi inny podmiot). Według niego sprzedanie tych praw z zyskiem dla grupy będzie zadaniem bardzo trudnym. Jeśli Viaplay będzie chciało szybko zniknąć z tych krajów, to będzie sprzedawać prawa po zaniżonych cenach, nie koniecznie licząc na zysk. Możliwe, że wielu praw nie uda się nikomu odsprzedać.
Od 20 lipca 2023 roku, 12% udziałów w spółce Viaplay Group (właściciel platformy) posiada francuski koncern Vivendi, w skład którego wchodzi m.in. Grupa Canal+. W sierpniu tego samego roku spółka sprzedała jeszcze 6,7% udziałów dla PPF Group.

## Cechy i zasady
W żadnym kraju platforma nie emituje reklam. W przerwach transmisji sportowych pokazywane są m.in. materiały promocyjne Viaplay czy komentarze i analizy ekspertów ze studia. Platforma we wszystkich dostępnych wersjach językowych posiada taki sam wygląd oraz działa na zbliżonych zasadach. Różnice pojawiają się natomiast w prawach do relacji sportowych, ale sporo z nich jest nabywanych dla więcej niż jednego kraju. Produkcje tworzone dla platformy i niedostępne nigdzie indziej oznaczane są jako Viaplay Originals, a stanowią je głównie skandynawskie seriale kryminalne, thrillery, dramaty, a także różnego rodzaju seriale dokumentalne i dokumentalno-fabularyzowane.
Z Viaplay można korzystać na terenie całej Unii Europejskiej, w Norwegii i w Stanach Zjednoczonych i Kanadzie (wersje te dostępne tylko tam). Usługę można aktywować maksymalnie na pięciu urządzeniach (m.in. telewizja, tablet, komputer, smartfon), lecz jednocześnie można korzystać z niej tylko na dwóch. Użytkownik nie może wymienić więcej niż jednego zarejestrowanego nośnika na inny przez 90 dni kalendarzowych. Platforma umożliwia również oglądanie programów w trybie offline, czyli bez dostępu do Internetu, po wcześniejszym ich pobraniu na urządzenie mobilne (smartfon lub tablet). W ramach jednej subskrypcji można założyć nawet kilka profilów i wprowadzać na nich m.in. ograniczenia wiekowe (blokowanie treści nieprzeznaczonych dla dzieci poniżej 15. roku życia).
Jedynie na rynku skandynawskim, w Wielkiej Brytanii i Polsce istnieje pakietyzacja treści serwisu. Użytkownicy tamtejszych wersji Viaplay mają kilka możliwości korzystania z usługi. Do wyboru są tam dwa lub trzy pakiety w zróżnicowanych cenach (1.Filmy i seriale, 2.Medium – filmy i seriale + trochę sportu, 3. Total – filmy i seriale + pełna oferta sportowa). Osobno można tam także wypożyczać i kupować pojedyncze filmy i seriale. Pakietu Medium nie ma w Norwegii Danii i Wielkiej Brytanii. W innych krajach, jak np. w Polsce do marca 2023 roku funkcjonował tylko pakiet Total (filmy, seriale i sport).  W wersji amerykańskiej subskrybenci mogą za pośrednictwem serwisu oglądać wyłącznie filmy i seriale, przede wszystkim produkcje europejskie, ze szczególnym uwzględnieniem kina skandynawskiego, które jest mniej znane w Stanach Zjednoczonych. Miesięczna opłata za korzystanie z Viaplay wynosi tam 4,99 $, co jak na tamten rynek usług stramingowych jest ceną niewielką. Viaplay Group nie oferuje tam streamingu wydarzeń sportowych, jako że koszty praw do ich pokazywania są tam znacznie wyższe niż w Europie; dodatkowo najbardziej interesujące dla odbiorców pozycje planowane na nadchodzące lata zostały wykupione przez inne kanały i serwisy.
Spora część wydarzeń sportowych nadawanych w Viaplay ma podawaną orientacyjną godzinę zakończenia streamu. Zależy to od tego, czy przy danej transmisji jest zorganizowana rozmowa w studiu oraz od samej rangi wydarzenia. W zależności od potrzeb transmisja może kończyć się wcześniej niż podany czas jej trwania, a niekiedy później.
Platforma nadaje czasami transmisje sportowe, należące do kategorii sports extra. Są to najczęściej pojedyncze wydarzenia, do których Viaplay nabyła prawa. Zasadniczo nie są to zawody w dyscyplinach cieszących się popularnością, ale są one raczej adresowane do niewielkiej grupy pasjonatów. Zdarza się, że takie zmagania są nadawane bez reklam przez wiele godzin, jak na przykład emitowane również w Polsce w lipcu w 2022 i 2023 roku, zawody wędkarskie Fish O Mania, które odbywały się nad brytyjskim jeziorem Westwood. Relacja na żywo z zawodów trwała w jednym i drugim roku prawie 7 godzin. Wśród transmisji cyklicznych zdarzają się też i takie z wyścigów rajdowych, które trwają 12, a nawet 24 godziny.

## Jakość nadawania
Platforma Viaplay we wszystkich państwach nadawania, emitowała filmy, seriale i programy rozrywkowe w jakości do 1080p (tzw. „full HD”), a transmisje sportowe w rozdzielczości do 720p. Wzbudza to sporo kontrowersji wśród subskrybentów i ekspertów, bo jak na drugą dekadę XXI wieku jest to jakość niezbyt wysoka, zwłaszcza dla posiadaczy internetowego światłowodu czy plazmowych telewizorów (coraz częściej dostępnych z funkcją obrazu m.in. w jakości 4K). Serwis zezwala na odbiór programów w różnych wariantach jakości do wyboru. Sytuacja znacząco zmieniła się w maju 2021 roku w wersjach skandynawskich usługi, gdy umożliwiono w nich oglądanie większości wydarzeń sportowych w jakości Ultra HD, czyli 4K.
Anders Jensen – dyrektor właściciela platformy – zapowiedział, że usługa będzie stopniowo ulepszana, m.in. w kwestii jakości odbioru wydarzeń sportowych tak, aby w przyszłości we wszystkich oferowanych wersjach językowych można było korzystać ze streamingu w jakości 4K.
W październiku 2022 roku serwis rozszerzył udostępnianie wybranych treści w jakości 4K na większą ilość rynków, w tym m.in. na Polskę. Początkowo w takiej formie rozpoczęto nadawanie wybranych produkcji Viaplay Originals.
W lutym 2023 roku kierownictwo platformy poinformowało, że na każdym rynku, gdzie Viaplay posiada prawa do pokazywania wyścigów Formuły 1, będą one dostępne w jakości 1080p. W polskiej wersji usługi będą to pierwsze zawody sportowe nadawane w lepszej rozdzielczości. Pozostałe transmisje sportowe na polskim rynku dalej będą emitowane w formacie 720p. Jedynie w krajach skandynawskich dyscyplina ta jest dostępna w 4K.

## Viaplay Polska
W Polsce platforma rozpoczęła nadawanie 3 sierpnia 2021 roku. Jest ona dostępna drogą internetową za pośrednictwem strony internetowej, poprzez aplikację przeznaczoną dla telewizorów marki Samsung, LG, Panasonic, Sony, Philips oraz TCL, a także poprzez smartfony, konsole i tablety wyposażone w systemy operacyjne iOS oraz Android. W sierpniu 2021 roku Viaplay Polska dołączył do oferty telewizji kablowych Vectra, Multimedia Polska i UPC Polska. We wrześniu 2021 roku usługa znalazła się w ofercie platformy Play Now.
Użytkowanie serwisu w sposób standardowy (z wyłączeniem sieci kablowych) nie wiąże się z podpisywaniem umowy. Początkowo z usługi można było korzystać wyłącznie w planie miesięcznym, gdzie co 30 dni pobierana jest opłata wynosząca 34 zł (do 23 listopada 2021 roku dla nowych klientów pierwszy miesiąc był oferowany za darmo). Można z niej w tej opcji zrezygnować w dowolnie wybranym przez siebie momencie i zostanie ona wyłączona po zakończeniu ostatniego okresu rozliczeniowego, na który zaksięgowano wpłatę. W sierpniu 2022 roku została wprowadzona limitowana promocja z obowiązkowym rocznym abonamentem na usługę wynoszącym 33,25 zł miesięcznie, którą można było aktywować do  końca 2022 roku. 12-miesięczny okres jego trwania jest liczony od momentu jego wyboru i dokonaniu pierwszej wpłaty w ramach pakietu. Promocja adresowana była do nowych i powracających klientów. Obecni jak i nowi klienci korzystający z modelu subskrypcji miesięcznej z możliwością jej przerwania w dowolnym momencie, korzystają z Viaplay Polska na dotychczasowych zasadach, płacąc 34 zł miesięcznie.
Od stycznia do marca 2023 roku można było oprócz subskrypcji miesięcznej, wykupić pakiet Viaplay Total poprzez subskrypcję w modelu rocznym, gdzie co miesiąc z karty bankomatowej pobierana jest kwota 44 zł. W marcu  tego samego roku została wprowadzona pakietyzacja treści serwisu na rynku polskim. Subskrybenci mają od tego momentu do wyboru trzy opcje korzystania  z serwisu w pakietach: 1. Filmy i seriale (15 zł miesięcznie), 2. Medium - filmy i seriale + trochę sportu (40 zł miesięcznie) lub 3. Total - filmy i seriale + pełna oferta sportowa (55 zł miesięcznie). Oferta ze zobowiązaniem rocznym wynoszącym 44 zł, comiesięcznej płatności, zostanie zastąpiona jedną płatnością za cały rok z góry w wysokości 528 zł (pakiet Total), co dalej w przeliczeniu na miesiąc wynosić będzie tyle samo.
Od 26 listopada 2021 roku do 31 stycznia 2022 roku po podaniu kodu vouchera o nazwie LEGIA2021, nowi i powracający klienci mogli uzyskać dostęp do platformy za 50% ceny na okres czterech miesięcy.
Tak jak w innych wersjach, tak i w polskiej biblioteka VOD jest na bieżąco poszerzana o nowe produkcje różnych znanych europejskich i światowych firm produkcyjnych oraz dystrybucyjnych. Za dostarczanie polskich produkcji na platformę, odpowiada głównie Monolith Films, z którym serwis ma podpisaną wieloletnią umowę. Viaplay udostępnia w swojej ofercie również kanały telewizyjne wchodzące w skład sieci Viasat, której właścicielem jest Viaplay Group. W Polsce są to cztery stacje, których współwłaścicielem jest Grupa Polsat Plus. Są to programy: Polsat Viasat History, Polsat Viasat Nature, Polsat Viasat Explore i Epic Drama. Do końca lutego 2022 roku platforma oferowała jeszcze kanał TV1000 Russkoje Kino, który został wycofany z dystrybucji.
W ramach podpisanej umowy pomiędzy Viaplay a NBCUniversal w Polsce, ale też w Estonii, na Łotwie i Litwie od października 2021 roku w ofercie dla wszystkich subskrybentów pojawiły się programy reality-shows z biblioteki amerykańskiego serwisu stramingowego Hayu. Należą do nich m.in.: Z kamerą u Kardashianów, Pod pokładem, Transakcje za milion dolarów i Żony Beverly Hills.
Od 6 listopada 2021 roku na mocy porozumienia wszyscy abonenci UPC Polska mogli w weekendy, kiedy rozgrywane były mecze Bundesligi w piłce nożnej, oglądać bez dodatkowych opłat, na żywo i z polskim komentarzem, wybrane przez operatora mecze danej kolejki na kanale Galeria UPC. Jedno ze spotkań było zawsze połączone ze studiem okołomeczowym, w którym nie brakowało ocen i analiz ekspertów. Od 13 listopada pasmo, które zyskało nazwę Sportowe weekendy zostało poszerzone o niektóre spotkania Bundesligi w piłce ręcznej. Od grudnia 2022 roku w Galeria UPC nadaje po jednym meczu piłkarskiej Bundesligi i Bundesligi piłkarzy ręcznych. W grudniu 2021 roku wszyscy abonenci UPC Polska po zalogowaniu się do serwisu Viaplay mogli uzyskać bezpłatny dostęp do pełnej oferty tejże platformy streamingowej do 9 lutego 2022 roku. Od 10 lutego użytkownicy tego operatora, którzy zdecydowali się na korzystanie z usługi, otrzymali darmowy dostęp do Viaplay wraz z Polsat Sport Premium GO do 31 marca. Jednak jako, że była to umowa ze zobowiązaniem, po zakończeniu bezpłatnego okresu, klienci musieli opłacać pakiet sportowy w kwocie 39,99 zł minimum do 31 sierpnia 2022 roku.
Od 7 stycznia do 14 maja 2022 roku w ramach akcji marketingowej sieci Vectra i Multimedia Polska emitowano za ich pośrednictwem, weekendowe spotkania Bundesligi w piłce nożnej (trzy mecze kolejki ligowej w tygodniu) na kanale numer 258.
Od stycznia 2022 roku nowi klienci telewizji Play NOW z dekoderem TV BOX, otrzymują bezpłatny, trzymiesięczny dostęp do Viaplay Polska. Warunkiem korzystania z platformy jest w tym przypadku dostęp do Internetu.
Od kwietnia 2022 roku serwis współpracuje z Ringier Axel Springer Polska, wydawcą m.in. Onetu i „Przeglądu Sportowego”. W magazynach przygotowywanych przez redakcje obu tytułów, które nadawane są w mediach społecznościowych (YouTube i Facebook), lokowany jest produkt, jakim jest Viaplay Polska, gdyż jest on ich sponsorem medialnym. Taka promocja serwisu ma miejsce podczas omawiania w tych programach wybranych wydarzeń sportowych, do których prawa transmisyjne posiada platforma streamingowa (m.in.: europejskie puchary w piłce nożnej, Premier League, Bundesliga, czy Superpuchar Niemiec). Onet posiada także stronę, na której prezentowane są treści udostępniane przez polski Viaplay, od spotów, poprzez zapowiedzi wydarzeń sportowych, aż po recenzje i komentarze dotyczące filmów i seriali.
W lipcu 2022 roku Viaplay Group i Canal+ Polska podpisały umowę o współpracy. Serwis streamingowy od września tego roku jest dostępny dla klientów platformy Canal+ w Polsce posiadających pakiet kanałów premium Canal+ (pierwszy miesiąc za darmo, kolejne za 19 zł) lub pakiet Entry+Sport odbierany drogą satelitarną, bądź online (60 zł miesięcznie za dostęp do pełnej oferty kanałów sportowych i właśnie usługi Viaplay). Pozostali klienci mogą korzystać z Viaplay w cenie 34 zł miesięcznie. Z kolei Canal+ będzie pokazywać do końca sezonu 2024/2025 dwa mecze Premier League w każdej kolejce. Viaplay natomiast na zasadzie sublicencji od Canal+ transmitować będzie przez trzy lata, dwa spotkania z każdej serii rozgrywek eWinner 1. Ligi Żużlowej (z czasem będą też pokazywane na rynkach zagranicznych). Canal+ przy transmisji meczów piłkarskiej ligi angielskiej korzysta z oprawy komentatorskiej Viaplay Polska, tworzonej głównie przez byłych dziennikarzy redakcji sportowej Canal+ Polska. Serwis streamingowy przy transmisjach żużlowych również korzysta w pełni z przekazów przygotowywanych przez Canal+, począwszy od studia przed i pomeczowego, wywiadów, relacji i komentarza podczas spotkania. Od sierpnia tego samego roku, w ramach promocji w tzw. „otwartym oknie", klienci satelitarni Canal+ Polska otrzymali bezpłatny dostęp do wszystkich spotkań Premier League i trzech meczów Bundesligii w kolejce. Bez dodatkowych opłat rozgrywki były dla nich pokazywane do 30 września tego roku na specjalnie uruchomionych kanałach.
W dniach od 21 do 30 listopada 2022 roku, aktualni klienci mogli poprzez aplikację lub stronę internetową Viaplay zapraszać inne osoby do skorzystania z usługi przez wysłanie wiadomości e-mail lub SMS. Jeśli zaproszona osoba do 4 listopada aktywowała usługę, dzięki poleceniu przez aktualnego subskrybenta, to skorzystała z promocji, w ramach której za trzy miesiące dostępu do platformy płaciła, jak za jeden, czyli 34 zł.
W październiku 2022 roku spółka Viaplay Group poinformowała, że na koniec września miała w Polsce ponad milion aktywnych subskrypcji platformy.
Osoby, które zarejestrowały się w serwisie między 8 a 13 listopada 2022 roku, otrzymały dostęp do usługi przez pierwszy miesiąc za darmo lub za 17 zł przez trzy pierwsze miesiące korzystania z usługi, w zależności od podanego kodu vouchera.
W grudniu 2022 roku platforma znalazła się w ofercie usługi telewizyjnej świadczonej przez T-Mobile Polska. Na koniec 2022 roku Viaplay uzyskał w Polsce 1,2 miliona zarejestrowanych użytkowników, korzystających z usługi.
W czerwcu 2023 roku platforma wprowadza ofertę licencji do publicznego odtwarzania jej transmisji w restauracjach, barach i innych lokalach gastronomicznych. Można ją wykupić na okres trzech miesięcy lub roku. Koszt nabycia usługi zależy tutaj od powierzchni lokalu. Również wyłącznie w czerwcu tego samego roku byli klienci usługi, którzy zdecydowali się ponownie na subskrypcję, otrzymali specjalny kod rabatowy, dzięki któremu mogą przez trzy miesiące korzystać z pełnej oferty Viaplay Polska, płacąc jedynie 55 zł (dwa miesiące za darmo). Po tym okresie będą mogli wybrać sobie odpowiadający im pakiet, opłacając go według aktualnych cenników lub zrezygnować z korzystania z platformy.
W połowie 2024 roku polski oddział Viaplay rozpoczął stopniową sprzedaż praw sportowych. Z głównych praw transmisyjnych platforma odsprzedała możliwość transmisji  gal KSW, do których prawa od grudnia 2024 posiada Canal+ Polska. Następnie platforma sprzedała możliwość transmisji wyścigów Formuły 1, które od stycznia 2025 są emitowane na kanałach Eleven Sports. Do tego samego nadawcy trafiły też wybrane mecze piłkarskiej Bundesligi. Od sezonu 2025/2026 będą tam transmitowane na wyłączność wszystkie spotkania tych rozgrywek. Prawa do Premier League od sierpnia 2025 będzie w pełni posiadał Canal+ Polska.
W grudniu 2024 roku poinformowano, że Viaplay zmieni model swojego działania na polskim rynku, rezygnując całkowicie z praw do transmisji wydarzeń sportowych. Samą zaś usługę operatora z filmami i serialami, głównie wyprodukoanymi specjalnie dla niego można nabywać w serwisie stramingowym Prime Video, jako jeden z pakietów. To właśnie tam jest ona dystrybuowana od połowy 2025 roku. 19 maja 2025 roku Viaplay Group poinformowało o zakończeniu działalności serwisu internetowego Viaplay w Polsce z dniem 29 czerwca tego samego roku. Po tej dacie aplikacja i strona internetowa Viaplay na terenie Polski nie pozwalają już na oglądanie treści rozrywkowych i sportowych, natomiast konta użytkownika Viaplay należące do polskich użytkowników oraz wszystkie powiązane z nim dane zostaną automatycznie usunięte do 30 września 2025 roku. Równocześnie od 30 czerwca 2025 roku dane klientów subskrybujących bezpośrednio pakiet Viaplay Filmy i Seriale zostaną przeniesione  do partnerskiego dla Viaplay serwisu internetowego Megogo.net, do którego trafią filmy i seriale oferowane dotychczas przez serwis internetowy Viaplay w Polsce. 

### Polskie produkcje własne
- Fort Boyard – program typu reality show na francuskich prawach licencyjnych, którego prowadzącymi są Elżbieta Romanowska, Mariusz Kałamaga i Tamara Gonzalez Perea. Jego premiera nastąpiła 12 września 2021 roku. Show składa się z ośmiu, godzinnych odcinków, które premierowo były udostępniane w serwisie, co niedzielę od godziny 00:01 po dwa epizody[106]. Show wyprodukowane zostało przez Endemol Shine Polska. We wrześniu i październiku 2022 roku platforma emitowała premierowo kolejną edycję programu. Jest to druga seria przygotowana dla Viaplay Polska, która również składa się z ośmiu odcinków[107].
- Tajemnice polskich morderstw - serial dokumentalny przedstawiający sprawy kryminalne ostatnich trzydziestu lat, które za pośrednictwem mediów śledziła cała Polska. Reżyserem cyklu sześciu odcinków jest Tomasz Bardosch. Epizody udostępniane były premierowo w grudniu 2022 roku (wyjątkowo za pierwszym razem umieszczono w serwisie od razu dwa odcinki)[108].
- Human to human – serial dokumentalny, pokazujących losy uchodźców z Ukrainy, którzy w 2022 roku przybyli do Polski z powodu inwazji Rosji na ich kraj. Seria składająca się z dziesięciu odcinków ukazuje prawdziwe historie osób, które uciekły przed wojną. Każdy epizod poświęcony jest innej historii. Reżyserami produkcji są: Paweł Deląg, Krystyna Wałajtys, Zuzanna Solakiewicz i Kacper Lisowski[109]. Premierowo odcinki były emitowane w listopadzie i grudniu 2022 roku[110].
- Tytani KSW - serial ukazujący kulisy walk KSW. Jego odcinki udostępniane były premierowo w poniedziałki od 9 do 26 grudnia 2022 roku. Bohaterami produkcji są Mamed Chalidow, Mariusz Pudzianowski, Sebastian Rajewski, Salahdine Parnasse i Marian Ziółkowski. Produkcja przybliża przede wszystkim życie prywatne zawodników, a także pokazuje kulisy przygotowań do pojedynków. Reżyserem cyklu jest Wojciech Klimala (produkcja ATM Grupa)[111];

- Morderczynie – serial kryminalny na podstawie książki Katarzyny Bondy pt. „Polskie morderczynie", przedstawiający historie kobiet, które dopuściły się morderstwa (produkcja Paprika Studios Poland). W obsadzie znalazły się m.in.: Maja Pankiewicz, Izabela Kuna i Eliza Rycembel. Reżyserem produkcji został Kristoffer Rus[112][113][114];

- Udar - serial dramatyczny, opowiadający historię Jacka, gwiazdy telewizyjnej, krytyka kulinarnego, a także geja, który doznaje udaru. Produkcja ukazuje jego powrót do sprawności, akcpetację przez niego swoich ograniczeń, jak i jego uczenie się na nowo relacji z ludźmi. W obsadzie znaleźli się tam m.in. Jacek Poniedziałek, Anna Seniuk, Jerzy Bończak, Marta Malikowska, Marta Nieradkiewicz, Ewa Skibińska, Jan Sobolewski, Rafał Maćkowiak i Konrad Eleryk. Twórcą scenariusza serialu jest Paweł Demirski, który wraz z Maciejem Kubickim i Antonio Galdamezem wyreżyserowali go. Producentem wykonawczym ze strony Viaplay Group jest Małgorzata Jurczak. Jego premiera odbyła się na platformie Viaplay pod koniec 2024 roku i równolegle również w serwisie Amazon Prime Video[115][116][117][118].

### Transmisje sportowe[119]
Szefem redakcji sportowej Viaplay Polska od 2021 do 2025 roku był Paweł Wilkowicz, a tworzyli ją m.in.: Mateusz Borek, Łukasz Piszczek, Radosław Gilewicz, Artur Wichniarek, Marcin Borzęcki, Szymon Ratajczak, Mariusz Hawryszczuk, Rafał Wolski, Wojciech Kowalewski, Arkadiusz Malarz, Michał Borkowski, Marcin Kupczak, Maciej Nędzi, Piotr Domagała, Michał Zachodny, Tomasz Urban, Justyna Kostyra, Kamil Kania, Mateusz Juza, Dawid Szymczak, Mariusz Czerkawski, Przemysław Pełka, Dariusz Banasik, Aleksander Olek, Jarosław Fojut, Piotr Żelazny, Marcin Wasilewski, Andrzej Twarowski, Mikołaj Sokół, Aldona Marciniak, Kamila Kotulska, Bartosz Budnik, Bartosz Pokrzywiński, Maciej Jermakow, Patryk Sokołowski, Michał Gąsiorowski, Marcin Budkowski, Paweł Baran, Jan Olejniczak oraz Andrzej i Jacek Personowie.
We wrześniu 2021 roku ujawniono, że Viaplay podpisała umowę ze spółkami Ekstraklasa Live Park i ATM Grupa, które to zajęły się stworzeniem studia sportowego, mieszczącego się przy ulicy Wał Miedzeszyński w Warszawie. Firmy te odpowiadały za całą otoczkę między transmisjami wybranych wydarzeń. W lipcu 2022 roku powstało drugie studio redakcji sportowej serwisu, które znajdowało się, tak jak wcześniejsze w tym samym budynku. Jego stworzenie było potrzebne po to, żeby można było wraz z ekspertami dyskutować równocześnie m.in. o Bundeslidze, Premier League i zawodach Formuły 1 (nakładanie się niektórych transmisji na żywo).
Od początku swojej działalności w Polsce platforma borykała się, co jakiś czas z mniej lub bardziej poważnymi zakłóceniami w odbiorze niektórych transmisji z wydarzeń sportowych. Zdarzało się, że podczas transmisji na żywo, które oglądało po kilkaset tysięcy unikalnych użytkowników, serwery nie wytrzymywały obciążenia i występowały różnego rodzaju trudności w odbiorze (m.in. dłuższy brak transmisji, zacinanie obrazu czy kilkusekundowe opóźnienie komentarza względem obrazu). Większość zgłaszanych zastrzeżeń wynikało jednak z winy dostawców internetowych czy po prostu zbyt słabego łącza u osób korzystających z usługi. Kilka razy w mediach społecznościowych pojawiały się oficjalne przeprosiny ze strony Viaplay Polska za występujące problemy w trakcie bezpośrednich transmisji. Fala ogromnej krytyki ze strony subskrybentów spłynęła głównie w związku z meczem Bundesligi, pomiędzy Bayernem Monachium i Borussią Dortmund (4.12.2021 r.), kiedy rywalizacja dla sporej grupy odbiorców została przerwana na kilka minut, w momencie kiedy Robert Lewandowski strzelił bramkę. Spotkanie oglądało w szczytowym momencie ok. 800 tys. odbiorców serwisu. Kolejny raz szersze niezadowolenie wśród użytkowników Viaplay Polska spowodowały różnorakie problemy techniczne, które wystąpiły podczas 66. gali KSW, nadawanej ze Szczecina (15.01.2022 r.). Spora część widzów nie zobaczyła m.in. ostatniej minuty walki wieczoru pomiędzy Marianem Ziółkowskim a Borysem Mańkowskim, jak i ogłoszenia zwycięzcy tego starcia. To wydarzenie zgromadziło natomiast do ok. 550 tys. użytkowników przed telewizorami, smartfonami, tabletami czy konsolami w rzeczywistym czasie trwania wydarzenia. Od początku lutego 2022 roku, wielu widzów korzystających z usługi Viaplay zaczęło zauważać sporą poprawę w płynności przekazu transmisji sportowych, a usterki techniczne wynikające ściśle z winy operatora niemal przestały występować. Jedna z większych usterek pojawiła się jeszcze jeden raz w trakcie trwania meczów ligowych Borussii Dortmund z Bayerem Leverkusen oraz Chelsea Londyn z Evertonem (6.08.2022 r.). Podczas emisji tych spotkań wielu użytkowników, szczególnie tych korzystających z aplikacji przeznaczonych na telewizory nie mogło w trakcie pierwszych kilku minut uruchomić bezpośredniej transmisji, a potem przez kolejne kilkanaście w obu przypadkach następowało częste buforowanie i zacinanie się obrazu lub zanikanie dźwięku.
W przypadku problemów technicznych, utrudniających lub uniemożliwiających odbiór transmisji sportowych, Viaplay Polska zalecała, aby użytkownicy platformy zgłaszali je do Biura Obsługi Klienta. Każde zgłoszenie miało być traktowane indywidualnie i w uzasadnionych sytuacjach oferowana była subskrybentom odpowiednia rekompensata, w zależności od tego, jakie były to utrudnienia, jak długo one trwały i czy rzeczywiście wina za ich wystąpienie leżała po stronie usługodawcy.
Od marca 2023 roku transmisje z wydarzeń sportowych, do których Viaplay Polska posiadała prawa były dostępne od pakietu Medium (40 zł za miesiąc). Pakiet ten nie zawierał rozgrywek piłkarskiej Premier League, wyścigów Formuły 1 i gal KSW. Nie można było tutaj także oglądać magazynów dotyczących tych dyscyplin. Natomiast pełny pakiet Total (55 zł za miesiąc) umożliwiał oglądanie wszystkich wydarzeń sportowych, do których platforma nabyła prawa na rynek polski. Wyłącznie klienci platformy Canal+ Polska, którzy korzystali z usługi Viaplay Polska, już w pakiecie Medium mieli dostęp do pełnej oferty rozgrywek Premier League i niektórych walk z gal KSW. Abonenci tego operatora dopiero w pakiecie Total mogli oglądać zawody Formuły 1 i pełne transmisje z gal KSW.
W sierpniu 2023 roku uruchomiony został w serwisie YouTube kanał Viaplay Sport Polska, za pośrednictwem którego można było na żywo i w dowolnym czasie po premierze oglądać flagowe magazyny platformy poświęcone piłkarskim rozgrywkom Premier League i Bundesligi. Udostępniane były tam również skróty wybranych meczów, m.in. najwyższej klasy rozgrywkowej w Anglii i Niemczech. Udostępniano tam także dostępne relacje z meczów Ligi Europy UEFA i Ligi Konferencji Europy UEFA.

### Prawa transmisyjne

#### Piłka nożna
- Bundesliga – prawa na wyłączność w latach 2021–2025[137];
- 2. Bundesliga – prawa na wyłączność w latach 2021–2029;
- Superpuchar Niemiec – prawa na wyłączność w latach 2021–2025[138];
- Premier League – prawa w latach 2022–2025 (sublicencja dla Canal+ Polska na pokazywanie dwóch meczów w każdej kolejce do końca sezonu 2024/2025)[139][140][141][142];
- EFL Championship – prawa na wyłączność w latach 2022–2025, kilka spotkań w kolejce[143];
- EFL League One – prawa na wyłączność w latach 2022–2025, wybrane mecze;
- EFL League Two - prawa na wyłączność w latach 2022–2025, wybrane mecze[144];
- Puchar Ligi Angielskiej (Carabao Cup) – prawa na wyłączność w latach 2022–2025[145];
- Premier League Summer Series (towarzyski turniej, rozgrywany w Stanach Zjednoczonych w drugiej połowie lipca i na początku sierpnia z udziałem sześciu drużyn angielskiej Premier League) - prawa na wyłączność w latach 2023–2025;
- OBOS Damallsvenskan – prawa na wyłączność w latach 2022–2025[146];
- Frauen-Bundesliga – prawa na wyłączność w latach 2021–2025;
- Puchar Narodów Afryki 2021 – prawa na wyłączność (turniej rozgrywany od 9 stycznia do 6 lutego 2022 roku w Kamerunie)[147];
- eliminacje strefy afrykańskiej do Mistrzostw Świata 2022 – prawa na wyłączność (rozgrywane między 4 września 2019 a 30 marca 2022 roku)[148];
- Puchar Narodów Afryki w piłce nożnej kobiet 2022 – prawa na wyłączność (turniej rozgrywany od 2 do 23 lipca 2022 roku w Maroko)[149];
- Copa América kobiet 2022 – prawa na wyłączność (turniej rozgrywany od 8 do 31 lipca 2022 roku w Brazylii)[150];
- Afrykański Superpuchar 2022 - mecz rozegrany 10 września 2022 roku pomiędzy Wydad Casablanca a RSB Berkane (wynik 0-2)[151];
- Liga Europy UEFA – prawa na wyłączność w latach 2021–2024[152], domowe mecze polskich drużyn transmitowała wóczas również Telewizja Polska;
- Liga Konferencji Europy UEFA – prawa na wyłączność w latach 2021–2024[153], domowe mecze polskich drużyn transmitowała wówczas również Telewizja Polska;
- kobiecy turniej reprezentacji narodowych Arnold Clark Cup 2023 (turniej rozgrywany od 16 do 22 lutego 2023 roku w Anglii)
- Florida Cup 2023 - rozegrany 20 lipca 2023 roku na Florydzie, towarzyski mecz, między grającą w Premier League - Chelsea Londyn, a występującym w EFL League Two - Wrexham F.C. (5-0)[154];
- Mistrzostwa Świata w Piłce Nożnej Kobiet 2023 (turniej rozgrywany od 20 lipca do 20 sierpnia 2023 roku w Australii i Nowej Zelandii). Podczas tych mistrzostw, 15 z 64 meczów zostało pokazanych bezpłatnie i dla każdego, na zasadzie free-to-air. Niezbędne do tego było tylko połączenie internetowe. Wśród spotkań dostępnych dla każdego znalazł się mecz otwarcia, wybrane spotkania 1/8 i 1/4 finału, oba półfinały, mecz o trzecie miejsce oraz spotkanie finałowe. Aby je obejrzeć, wystarczyło zarejestrować się na platformie Viaplay. Nie trzeba było dodawać metody płatności ani opłacać pakietu. Była to pierwsza taka sytuacja w historii serwisu. Podczas tego turnieju, z platformą współpracowała specjalnie zaproszona grupa ekspertów i komentatorów, m.in.: Nikola Karczewska, Nina Patalon, czy Agata Tarczyńska[155]. Serwis promował podczas trwania tej imprezy akcję Dziewczyny grają w co chcą oraz reportaż 100 tysięcy piłkarek (zawodniczki, trenerki i znawcy polskiej piłki kobiecej odsłaniają jej kulisy i historię). Całe przedsięwzięcie miało na celu popularyzację piłki nożnej kobiet w Polsce i zachęcenie młodych dziewcząt do uprawiania tej dyscypliny sportowej[156][157];
- Afrykańska Liga Mistrzów – prawa na wyłączność w latach 2022–2023;
- FA Women’s Premier League – prawa na wyłączność w latach 2021–2024;
- Vitality Women's FA Cup - prawa na wyłączność w latach 2021-2024[158];
- kobieca Serie A – prawa na wyłączność w latach 2021–2024;
- Puchar Włoch w piłce nożnej kobiet – prawa na wyłączność na lata 2022–2024[159];
- Primera División Femenina de España – prawa na wyłączność w latach 2022–2024[160];
- Gjensidige Kvidenliga – prawa na wyłączność w latach 2022–2024[146]

Sobotnie mecze Premier League rozgrywane o godzinie 16:00 można było oglądać w Viaplay Polska również w formie Multiiligi, czyli transmisji łączonej (od czterech do pięciu spotkań, między którymi dzielony był czas w trakcie emisji na żywo na jednym streamie). Angielska Multiligia była zawsze poprzedzana studiem z udziałem ekspertów, emitowanym od godziny 15:30. Również po zakończeniu wszystkich meczów nadawanych równolegle na tym samym kanale, goście zaproszeni do studia omawiali te spotkania. W sierpniu 2023 roku uruchomiono usługę Goal Arena dostępną w ramach Bundesligi, będącą odpowiednikiem przygotowywanej dla angielskiej Premier League - Multiiligi. Transmisja łączona z niemieckich boisk rozpoczynała się w soboty o godzinie 15:30, ale już od godziny 15:00 emitowane było studio przed tymi spotkaniami w tygodniu ligowym.
Serwis emitował także w tygodniach ligowych, premierowo w niedzielne wieczory magazyn Bundesligi i magazyn Premier League, który był emitowany na żywo poniedziałkowe wieczory. Oba programy trwały minimum 1 godzinę i 15 minut do maksymalnie 2 godzin. W magazynach emitowane były skróty ze wszystkich spotkań danej serii rozgrywek, uzupełnione o komentarze i analizy ekspertów platformy. Nie brakowało w nich również ekskluzywnych wywiadów z piłkarzami, trenerami, czy działaczami.

#### Piłka ręczna
- Bundesliga – prawa na wyłączność w latach 2021–2023[163];
- Puchar Niemiec – prawa na wyłączność w latach 2021-2023[164][165]
- Mistrzostwa świata w piłce ręcznej mężczyzn - prawa do transmitowania wszystkich spotkań w latach 2023–2025 (sublicencja meczów reprezentacji Polski oraz spotkań półfinałowych, o trzecie miejsce i finałowych na antenach TVP)[166][167][168].  Podczas Mistrzostwa Świata w Piłce Ręcznej Mężczyzn w 2023 i 2025 roku, na platformie gościnnie pojawiało i pojawia się wielu ekspertów i komentatorów, m.in. Artur Siódmiak, Maciej Majdziński, Marcin Smolarczyk, Tomasz Rosiński, Grzegorz Tkaczyk, Robert Lis i dzięki współpracy z Telewizją Polską, także Piotr Dębowski i Grzegorz Chodkowski[169][170];

- Mistrzostwa świata w piłce ręcznej kobiet - prawa na wyłączność w latach 2023-2024 (sublicencja meczów reprezentacji Polski oraz spotkań półfinałowych, o trzecie miejsce i finałowych na antenach TVP);
- Mistrzostwa świata U-21 w piłce ręcznej mężczyzn - prawa na wyłączność w latach 2023-2024;
- Mistrzostwa świata U-19 w piłce ręcznej mężczyzn - prawa na wyłączność w latach 2023-2024;
- Mistrzostwa świata U-20 w piłce ręcznej kobiet - prawa na wyłączność w latach 2024;
- Mistrzostwa świata U-18 w piłce ręcznej kobiet - prawa na wyłączność w latach 2024[171]

#### Żużel
- eWinner 1. Liga Żużlowa – sublicencja od Canal+ Polska na pokazywanie dwóch spotkań w kolejce do końca sezonu 2024/2025[172]

#### Hokej na lodzie
- Svenska hockeyligan (SHL) – prawa na wyłączność w latach 2021–2025[173];
- National Hockey League (NHL) – prawa na wyłączność w latach 2021–2025[174]

#### Golf
- US Open – prawa na wyłączność w latach 2021–2025[175]

#### Bilard
- Mosconi Cup – prawa na wyłączność w latach 2021–2025;
- US Open 9-Ball Championships – prawa na wyłączność w latach 2021–2025;
- World Cup of Pool – prawa na wyłączność w latach 2021–2025;
- World Pool Championship – prawa na wyłączność w latach 2021–2025;
- World Pool Masters – prawa na wyłączność w latach 2021–2025

#### Snooker
- Champion of Champions – prawa na wyłączność w latach 2021–2026;
- Championship League – prawa na wyłączność w latach 2021–2026

#### Rugby
- Premiership Rugby – prawa na wyłączność w latach 2021–2025 (transmisje wybranych spotkań);
- Puchar Sześciu Narodów - prawa na wyłączność w latach 2022–2025[176][177];
- Puchar Sześciu Narodów Kobiet - prawa na wyłączność w latach 2022–2025;

- Puchar Sześciu Narodów U-20 2022 – prawa na wyłączność (turniej rozgrywany od 4 lutego do 20 marca 2022 roku)[178]

- Autumn Nations Cup – prawa na wyłączność w latach 2021–2025;

#### Futbol amerykański
- United States Football League - prawa na wyłączność w latach 2022-2025[179]

#### Dart
- Mistrzostwa Świata – prawa w latach 2023–2026 (na wyłączność w latach 2024–2025);
- Mistrzostwa Europy – prawa na wyłączność w latach 2022–2025;
- Premier League Darts – prawa na wyłączność w latach 2022–2025;
- World Cup of Darts – prawa w latach 2022–2025 (na wyłączność w latach 2023–2025);
- World Matchplay – prawa na wyłączność w latach 2022–2025;
- World Grand Prix – prawa na wyłączność w latach 2022–2025;
- Grand Slam of Darts – prawa na wyłączność w latach 2022–2025;
- Players Championship – prawa na wyłączność w latach 2022–2025;
- Nordic Darts Masters – prawa na wyłączność w latach 2021–2025[180]
- The Masters – prawa na wyłączność w latach 2022–2025;
- PDC European Tour - prawa na wyłączność w latach 2023-2025[181];
- Women’s World Matchplay 2022 – prawa na wyłączność (turniej rozegrany 24 lutego 2022 roku)

#### Baseball
- Major League Baseball – prawa na wyłączność w latach 2022–2025[182]

#### Koszykówka
- Euroliga kobiet – prawa na wyłączność w latach 2021–2023[183]

##### Tenis
- ATP 250 BOSS Open 2022 w Stuttgarcie – prawa na wyłączność (turniej rozgrywany od 6 do 12 czerwca 2022 roku)[184]

##### Golf
- LIV Golf International 2022 Series – prawa na wyłączność

#### ESkootr
- ESkootr Championschip 2022 – prawa na wyłączność

#### Motocross
- Motocross Championship – prawa na wyłączność w latach 2021–2022

#### Tenis
- Puchar Billie Jean King – prawa na wyłączność w latach 2021–2022[185]

#### Wyścigi samochodowe
- DTM Trophy 2022 – prawa na wyłączność[186]

- Formuła 1 – prawa na wyłączność w latach 2023–2024[187][188][189];
- Formuła 2 - prawa na wyłączność w latach 2023–2024[190];
- Formuła 3 - prawa na wyłączność w latach 2023–2024[191];
- Formuła 4 - prawa na wyłączność w latach 2023-2024;
- Ferrari Challange – prawa na wyłączność w latach 2021–2023;
- Nürburgring 24h – prawa na wyłączność w latach 2021–2023;
- W Series – wybrane transmisje w latach 2021–2023;
- IndyCar Series – prawa na wyłączność w latach 2021–2024[192];
- IMSA SportsCar Championship – prawa na wyłączność w latach 2022–2024[193]

Podczas rozgrywania zawodów Formuły 1, platforma umożliwiała oprócz transmisji samych wyścigów, korzystanie z czterech dodatkowych streamów: track positioning, onboard, timing oraz pitlane. W poniedziałki, jeśli w weekend odbywały się wyścigi tego cyklu, o godzinie 17:30  nadawany był premierowo magazyn im poświęcony.

#### Mieszane sztuki walk
- Konfrontacja Sztuk Walki (KSW) – prawa na wyłączność na transmisje jednej gali w miesiącu od grudnia 2021 roku do grudnia 2024[196][197][198][199][200][201]
- Professional Fighters League (PFL) – w latach 2022–2024[202]
- Invicta Fighting Championships – prawa na wyłączność do transmitowania wszystkich gal w latach 2022–2024